# Quasimodo (film)
Pour les articles homonymes, voir Quasimodo.
Pour plus de détails, voir Fiche technique et Distribution.
Quasimodo (titre original : The Hunchback of Notre Dame) est un film américain réalisé par William Dieterle et sorti en 1939. Il s’agit d’une adaptation  hollywoodienne du roman « Notre-Dame de Paris » de Victor Hugo.

## Synopsis
Avec la fin du XVe siècle, le Moyen Âge touche à sa fin, tandis que l'Europe commence à connaître de grands changements. La France, ravagée par cent ans de guerre, retrouve enfin la paix. Sous le règne de Louis XI, le peuple se sent libre d'espérer à nouveau et rêve de progrès. Mais la superstition et les préjugés restent tenaces, et continuent d'écraser l'esprit aventureux de l'Homme.
À Paris, le roi de France Louis XI et son juge en chef Frollo visitent une imprimerie, tandis que ce dernier explique sa détermination à faire tout ce qui est en son pouvoir pour protéger la capitale contre ce qu'il considère comme étant le mal, parmi lesquels se trouvent l'imprimerie et la communauté des gitans, qui à l'époque sont persécutés et interdits d'entrer dans la ville sans permis. Ce jour-là, lors de la Fête des Fous, Pierre Gringoire, pauvre poète des rues, fait une pièce devant le public jusqu'à ce qu'elle soit interrompue par Clopin, le roi des mendiants, alors qu'Esmeralda, une jeune gitane, danse devant une foule enthousiaste. Plus tard, Quasimodo, un bossu et sonneur de cloches de la cathédrale Notre-Dame, est couronné roi des fous jusqu'à ce que Frollo le rattrape et le ramène de force à l'église.
En essayant de trouver Louis pour lui parler, Esmeralda est attrapée par un garde pour être entrée à Paris sans permis mais parvient à s'échapper avant d'être poursuivie par des soldats jusqu'à ce qu'elle demande le Droit d'asile dans la Cathédrale. L'archevêque de Paris, qui est aussi le frère de Frollo, la protège alors et la nuit venue, elle prie la Vierge Marie d'aider ses compagnons gitans face à Frollo. Esmeralda parvient à parler au roi, qui accepte d'aider son peuple mais Frollo conduit la jeune gitane jusqu'au clocher où ils rencontrent Quasimodo, dont elle a peur. Alors qu'elle s'enfuit du bossu, le juge ordonne à Quasimodo de la poursuivre et de la kidnapper. Gringoire est témoin de tout cela et interpelle le capitaine Phoebus et ses gardes, qui capturent Quasimodo juste à temps et sauvent Esmeralda. Elle commence à tomber amoureuse de Phoebus et plus tard, elle sauve Gringoire de la pendaison à la Cour des Miracles. Peu de temps après, Frollo ordonne d'arrêter et de rassembler les gitans pour faire une inspection dans le but de retrouver Esmeralda.
De son côté, Quasimodo est condamné à être fouetté sur la place pour être publiquement humilié et alors qu'il demande de l'eau aux passants, Frollo découvre dans quelle situation se trouve son serviteur et préfère l'abandonne au lieu de l'aider. Cependant, Esmeralda arrive et donne de l'eau à Quasimodo, ce qui réveille l'amour du bossu pour elle. Plus tard dans la nuit, Esmeralda est invitée par les nobles à leur fête où elle danse avec une chèvre noire nommée Aristote mais peu de temps après Frollo se présente à la fête et il avoue à Esmeralda son désir pour elle dans une cachette. Parvenant à lui fausser compagnie, elle retrouvent Phoebus et se rendent dans un jardin où ils partagent un moment entre eux. À leur vue, Frollo tue Phoebus par jalousie et accuse la gitane. Par la suite, Frollo se rend à Notre-Dame où il avoue sous le secret de la confession son crime ainsi que son parjure à son frère mais sachant que l'archevêque refuse de l'aider, il a l'intention de condamner Esmeralda à mort, affirmant notamment qu'elle l'a ensorcelé.
Gringoire essaie de libérer Esmeralda et clame son innocence lors de son procès mais échoue. Quasimodo lui aussi intervient en disant que c’est lui qui a commis le crime. Sans succès. Alors qu'Esmeralda a été forcée sous la torture à avouer le meurtre de Phoebus, Louis se présente à la salle d'audience et tente d'aider Esmeralda mais sans succès. Elle est condamnée à la potence et durant sa pénitence publique devant Notre-Dame l'archevêque clame son innocence et ne lui permet pas de faire pénitence. Cependant, Frollo ordonne toujours qu'Esmeralda soit pendue et alors qu'elle est sur le point d'être exécutée, Quasimodo la sauve en l'emmenant dans la cathédrale. Lorsque Gringoire et Clopin se rendent compte que les nobles envisagent de révoquer le droit d'asile de Notre-Dame, ils essaient tous les deux différentes méthodes afin de sauver Esmeralda, Gringoire écrit un pamphlet et Clopin conduit les mendiants à prendre d'assaut la cathédrale. Au palais de justice, Louis se rend compte que le pamphlet crée l'opinion publique, ce qui peut influencer les rois à prendre des décisions. L'archevêque arrive pour l'informer de l'attaque de Notre-Dame et qu'Esmeralda est innocente. Finalement, Frollo avoue son crime laissant le roi choqué, avant de s'échapper.
Pendant ce temps, Quasimodo, qui se bat avec les gardes de Paris contre Clopin et les mendiants, voit Frollo monter dans le clocher. Le suivant discrètement, il voit le juge tenter de tuer Esmeralda et ils commencent à se battre. Quasimodo finit par l'emporter et jette Frollo du haut de la cathédrale, qui s'écrase mort sur le parvis. Le lendemain matin, Esmeralda est graciée par le roi et libérée des accusations en raison du succès du pamphlet de Gringoire. Son peuple gitan est également libéré. Par la suite, elle et lui finissent par s'aimer et partent ensemble sous les vivats d'une immense foule en liesse hors de la place publique. 
Du haut de la cathédrale au milieu des gargouilles, Quasimodo les voit s'éloigner et s'adressant à une d'elles, lui demande tristement « Pourquoi n'ai-je pas été fait de pierre, comme toi ? »

## Fiche technique
- Titre : Quasimodo
- Titre original : The Hunchback of Notre Dame
- Réalisation : William Dieterle
- Scénario : Sonya Levien
- Adaptation : Bruno Frank d'après le roman Notre-Dame de Paris de Victor Hugo
- Production : Pandro S. Berman
- Société de production et de distribution : RKO
- Photographie : Joseph August
- Montage : William Hamilton et Robert Wise
- Musique : Alfred Newman
- Direction artistique : Van Nest Polglase
- Décorateur de plateau : Darrell Silvera
- Costumes : Walter Plunkett
- Pays d'origine :  États-Unis
- Format : Noir et blanc - Son : Mono (RCA Victor System)
- Genre : Fantastique Drame
- Durée : 117 minutes
- Dates de sortie :
  - États-Unis : 29 décembre 1939
  - France : 10 septembre 1947 (Sortie en France en zone dite libre en 1941)
- Affiches : Roland Coudon, Bernard Lancy (France)

## Distribution
- Charles Laughton : Quasimodo
- Maureen O'Hara : Esmeralda
- Sir Cedric Hardwicke : Frollo
- Thomas Mitchell : Clopin
- Edmond O'Brien : Gringoire
- Alan Marshal : Phœbus
- Walter Hampden : L'archevêque de Paris
- Harry Davenport : Louis XI
- Helene Whitney : Fleur de Lys

Charles Laughton

- Katharine Alexander : Madame de Lys
- George Zucco : Le procureur
- Kathryn Adams : La compagne de Fleur
- Etienne Girardot : Le docteur
- Fritz Leiber : Le vieux gentilhomme
- Arthur Hohl : Olivier
- Minna Gombell : La reine des gueux
- Rod La Rocque : Phillippe
- George Tobias : un gitan
- Curt Bois : un étudiant
- Spencer Charters : un clerc
- Kathryn Adams : compagne de Fleur de Lys
- Dianne Hunter : compagne de Fleur de Lys
- Siegfried Arno : un tailleur
- Peter Godfrey : un moine
- Rondo Hatton : un méchant man

Et, parmi les acteurs non crédités :
- Lionel Belmore : Un juge au procès d'Esméralda
- Charles Halton : L'imprimeur
- Otto Hoffman : Le juge sourd
- Margaret McWade : La vieille sœur cadette
- Nestor Paiva : Un homme dans la rue à l'arrivée des bohémiennes
- Tempe Pigott : Madeleine

## Différences avec le roman de Victor Hugo
Dans cette version tournée aux États-Unis dans les années 1930, le personnage de Claude Frollo a été réécrit pour se conformer au très sourcilleux code de censure américain (Motion picture code, également connu comme Code Hays). Suivant ce code un personnage de prêtre criminel est inacceptable, Contrairement au roman de Victor Hugo où Claude Frollo, le persécuteur d'Esmeralda, est l'archidiacre de Notre Dame, il devient dans ce film un magistrat civil (l'équivalent d'un procureur moderne) et frère de l'Archevêque, qui, lui, est dépeint sous un jour favorable.